# AXS TV
AXS TV (pronunciado /ákses/) es un canal de televisión por suscripción estadounidense. Es propiedad de la empresa canadiense Anthem Sports & Entertainment. Su programación se centra principalmente en contenido musical y en deportes de combate. 
Fue fundada por el inversionista Mark Cuban y lanzada en 2001 originalmente como un canal exclusivamente en alta definición denominado HDNet. Esta emisora emitía contenidos de varios géneros, como películas, series de terceros, conciertos, noticias y eventos deportidos producidos en HD. Con el paso del tiempo, varios canales de televisión de pago que originalmente transmitían en resolución estándar pasaron a lanzar sus propias señales en HD, por lo que HDNet dejó de tener un propósito específico. 
En 2012, HDNet vendió parte de sus acciones a Anschutz Entertainment Group (AEG), Creative Artists Agency y Ryan Seacrest, mientras que Cuban permaneció como accionista mayoritario. Con estos cambios, el 2 de julio de 2012, el canal cambió de nombre a AXS TV, denominación proveniente de la plataforma de compra de boletos por internet AXS.com, propiedad de AEG. Su oferta programática pasó a enfocarse en espacios de música y cultura pop. En septiembre de 2019, Anthem Sports & Entertainment se volvió accionista mayoritario de la emisora. 
Para noviembre de 2023, el canal puede ser sintonizado en Estados Unidos por cerca de 32 millones de hogares que cuenten con algún servicio de televisión paga contratado.

## Historia

Logo de HDNet

### Lanzamiento original como HDNet
La emisora fue lanzada originalmente bajo el nombre HDNet el 6 de septiembre de 2001, siendo su atractivo principal el ser una señal que transmite exclusivamente en alta definición en una época en donde casi no existían canales de este tipo. Era propiedad de la empresa «HDNet, LLC», un consorcio entre el empresario Mark Cuban (dueño del equipo de baloncesto profesional Dallas Mavericks) y Philip Garvin, dueño de Colorado Studios y de Mobile TV Group. La oferta inicial del canal consistía de contenidos variados como series, eventos deportivos y conciertos, en su mayoría enfocados en el público masculino. Entre diciembre de 2001 y enero de 2012, la emisora realizó cobertura en HD de forma exclusiva de la invasión estadounidense de Afganistán, presentado por el periodista Peter Arnett, quien previamente trabajó para el canal de noticias CNN como corresponsal.
En febrero de 2002, HDNet transmitió los Juegos Olímpicos de Invierno de ese año, organizados en la ciudad de Salt Lake City. La emisora produjo un total de 8 horas de contenido por día, en asociación con la cadena de televisión abierta NBC, la cual retransmitió la señal de HDNet en sus propios múltiplex digitales dentro de la plataforma de televisión digital terrestre de Estados Unidos, para ese entonces aún en etapa inicial. Ese mismo año, HDNet logró un acuerdo con Paramount Domestic Television en el cual adquiría los derechos de transmisión de varias producciones de esta última para ser emitidas en su programación en calidad HD.
La emisora expandió de forma progresiva su distribución en varias operadoras de televisión por suscripción, tanto en cable (AT&T U-verse, Verizon FiOS, Charter Communications, entre otras) como en satélite (DirecTV y Dish Network). El 4 de septiembre de 2008, Cuban anunció un acuerdo entre HDNet y la cableoperadora Comcast para que esta incluya en su oferta de canales las señales HDNet y HDNet Movies en varias ciudades del país. La empresa agregó ambos canales a su plataforma dos años después, el 30 de septiembre de 2010. En noviembre de 2009, DirecTV se convirtió en la primera proveedora de televisión de pago en agregar el servicio para HDNet y HDNet Movies de video bajo demanda (VOD). 

### Relanzamiento como AXS TV
El 18 de enero de 2012, HDNet, LLC acordó una alianza estratégica con la empresa de entretenimiento Anschutz Entertainment Group (AEG), el presentador y locutor Ryan Seacrest y la agencia de talentos Creative Artists Agency. Según el acuerdo, cada una de las partes adquirirán acciones en HDNet, y se estipula que Cuban seguiría manteniéndose como accionista mayoritario. Con estos cambios, la emisora es relanzada como AXS TV el 2 de julio de 2012. El origen de este nombre deriva de uno de los productos ofrecidos por AEG, la plataforma de boletería por internet AXS.com. Con la compra y el relanzamiento del canal, su programación poco a poco comenzó a variar con la inclusión de noticias de entretenimiento, contenidos centrados en el estilo de vida, programas de cultura pop y conciertos.
Como parte del relanzo, Dish Network anunció que ampliaría la cobertura de distribución de la emisora para clientes que no tuvieran contratado un paquete HD. De esta forma, la operadora satelital decidió añadir una señal en resolución estándar del canal reescalada manualmente de la señal HD original, un cambio que aumentó la recepción del mismo en al menos 14 millones de suscriptores.  Como parte del acuerdo con AEG, AXS para entonces se encontraba preparando ofrecer descuentos especiales de conciertos a los usuarios de Dish que se hayan suscrito al canal. El 14 de febrero de 2013, CBS Corporation adquirió una participación minoritaria en AXS a cambio de brindar programación y servicios de marketing a la emisora, lo que abría la posibilidad de poder transmitir contenido de forma complementaria de algunos eventos emitidos por la cadena CBS como los Grammy Awards.
AXS, además de ser tener distribución en proveedoras de televisión de pago, también logró acuerdos para ser distribuida en plataformas de televisión por internet como Sling TV (octubre de 2016), DirecTV Now (noviembre de 2016) y Philo (noviembre de 2017).

### Venta a Anthem
El 9 de septiembre de 2019, la compañía de medios canadiense Anthem Sports & Entertainment anunció que había adquirido una participación mayoritaria en AXS TV y HDNet Movies. Mark Cuban y AEG mantendrán intereses en la compañía como socios minoritarios, mientras que AEG también continuará brindando soporte de ventas adicional para la red a través de su unidad de Alianzas Globales de AEG. Steve Harvey también fue contratado como un financiero adicional y socio de contenido. El fundador y propietario de Anthem, Leonard Asper, declaró que no había planes para realizar cambios importantes en el alcance de la programación de AXS TV, ya que consideraba que el canal estaba expandiendo el campo de negocios de Anthem, y argumentó que no querían convertir el canal en "algo que nosotros ya tenemos". Sin embargo, Asper no descartó la posibilidad de agregar programación de otras propiedades de Anthem cuando sea apropiado y complementario a su formato. Varios días después de que se anunció la adquisición, la promoción de lucha profesional profesional propiedad de Anthem Impact Wrestling, anunció que movería su programa semanal Impact!, de la red hermana Pursuit Channel a AXS en octubre, ampliando la lista actual de programación de lucha libre de la red.
La venta resultó en el despido de 40 empleados, apuntando a redundancias con el personal de Anthem.

## Programación
AXS TV transmite principalmente series orientadas a la música con un enfoque particular en los géneros Rock y Pop. Dicha programación incluye documentales, entrevistas, paneles y conciertos. AXS también transmite programas de deportes de combate, incluyendo Legacy Fighting Alliance y las promociones de lucha profesional New Japan Pro-Wrestling y Women of Wrestling.

### Como HDNet

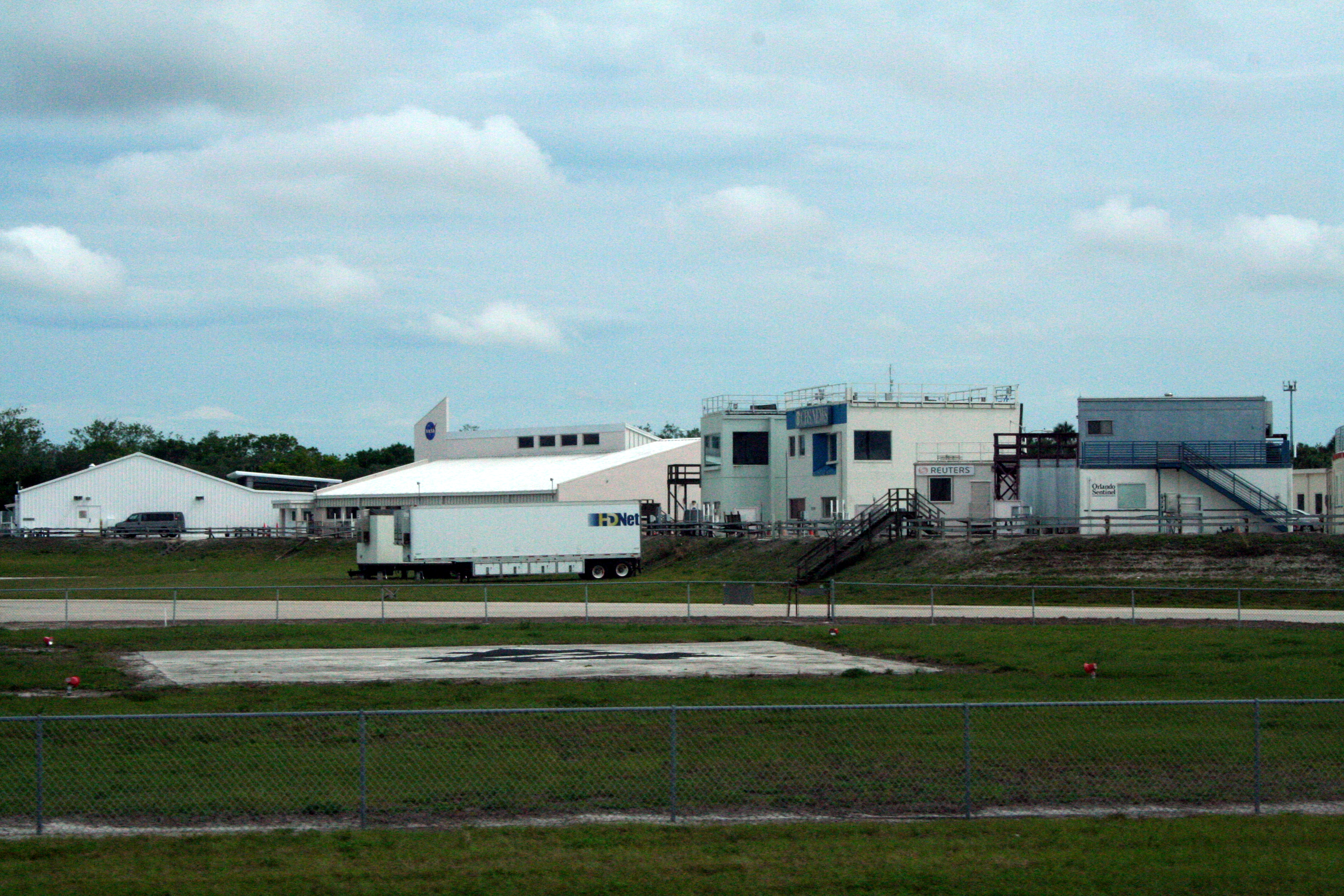
Un tráiler de producción de HDNet se almacena entre lanzamientos en el área de prensa del Centro Espacial Kennedy. Mostrando lanzamientos del transbordador espacial de la NASA transmitidos por HDNet.

La programación original en HDNet incluyó programas de noticias como HDNet World Report y Dan Rather Reports, una revista de noticias semanal organizada por el expresentador de CBS Evening News Dan Rather; cobertura de lanzamientos de transbordadores espaciales; y series orientadas a hombres como Ultimate Trailer Show. HDNet también presentó shows sin censura y sin clasificación durante las horas nocturnas, como Art Mann Presents, Bikini Destinations y Girls Gone Wild Presents: Search for the Hottest Girl in America. En octubre de 2011, HDNet transmitió Goodnight Burbank, la primera comedia guionizada de media hora de la cadena. Originalmente creada para la web, el programa fue protagonizado por Hayden Black, Laura Silverman y Dominic Monaghan. La programación de HDNet también incluyó repeticiones de series fuera de la red como Smallville, Andy Richter Controls the Universe, JAG, Star Trek: Enterprise y Arrested Development
HDNet también transmitió eventos deportivos, incluida la cobertura de la Liga Nacional de Hockey de 2001 a 2008 y Major League Soccer; eventos selectos de deportes de motor, incluidas las transmisiones en vivo de Champ Car en 2004, resúmenes de la Serie NASCAR Camping World Truck y carreras de circuitos regionales; artes marciales mixtas, a través de la promoción HDNet Fights de Cuban; la serie semanal Inside MMA, que contó con lo más destacado y la cobertura de varias promociones de MMA; y Little 500 Bicycle Race de la Universidad de Indiana. De 2009 a 2010, HDNet también transmitió programación semanal de la promoción de lucha libre profesional Ring of Honor y se desempeñó como socio televisivo de la United Football League, transmitiendo principalmente los juegos de la liga los sábados por la noche. La red perdió la cobertura de UFL antes de la temporada 2011. Después de su relanzamiento en julio de 2012, AXS TV continuó transmitiendo varios programas transmitidos desde HDNet, incluidos Dan Rather Reports, eventos de MMA (bajo el lema de AXS TV Fights), películas y series fuera de la red. Sin embargo, el canal comenzó a cambiar gradualmente su enfoque hacia la programación de "música, cultura pop y estilo de vida", como conciertos y entretenimiento en general.

### Conciertos y eventos musicales
Conciertos
Como parte de su línea de programación musical, AXS TV transmite una amplia variedad de eventos de conciertos en todo el país y en todo el mundo. Esto incluye una serie de conciertos los domingos por la noche con actuaciones de artistas como Carrie Underwood, Led Zeppelin, Neil Young y Elton John; adquisiciones de artistas temáticos, destacando una variedad de bandas en bloques de un día que presentan videos musicales, actuaciones de conciertos, entrevistas y más, con tomas notables de Slash y Matchbox Twenty; así como otros eventos musicales en vivo y grabados como el Classic Rock Roll of Honor Awards homenaje a Gregg Allman y The Doors, presentado por Sammy Hagar y la transmisión en vivo del festival de música Farm Aid 2014 que contó con actuaciones de Willie Nelson, John Mellencamp y Dave Matthews.
En 2014, AXS TV transmitió los Premios de Música Alternativos inaugurales, organizados por Mark Hoppus. El programa de premios regresó a AXS TV el 22 de julio de 2015, presentado por Alex Gaskarth y Jack Barakat de All Time Low y con actuaciones de Weezer, Panic! at the Disco, y Simple Plan entre otros.
Los conciertos especiales en 2017 incluyeron a Queen, Willie Nelson y Merle Haggard, Def Leppard, Jennifer Nettles, Mavis Staples, Robert Plant, Kenny Loggins, y Ringo Starr.
AXS TV celebró el 50 aniversario del Summer of Love con un evento de un mes de duración en agosto de 2017 con conciertos en honor a la música de The Grateful Dead y Jerry Garcia y documentales con artistas de la época como Jimi Hendrix, Janis Joplin y The Doors . La red también estrenó un nuevo documental sobre el fenómeno social, homónimo titulado Summer of Love, el 12 de agosto de 2017.
Los especiales del concierto que se estrenaron en 2018 incluyen: Sammy Hagar, Poison, Santana, Farm Aid, Charlie Daniels, Trace Adkins 'Guitar Legends for Heroes, los BRIT Awards 2008 y más.
AXS TV anunció el estreno de America Salutes You: Guitar Legends II el domingo 31 de marzo, protagonizada por Sammy Hagar, Billy Gibbons, Dave Navarro, Robby Krieger, Stephen Stills, Joe Bonamassa, Orianthi y más. Este año marca el segundo año consecutivo, AXS TV ha servido como socio de producción y cable proporcionado para el aclamado concierto. El concierto "Guitar Legends II" busca recaudar fondos y crear conciencia para organizaciones de caridad que apoyan el bienestar físico y mental de veteranos y socorristas estadounidenses.
AXS TV se asoció con Feld Entertainment para producir Ringling Bros and Barnum & Bailey: The Final Farewell, una mirada detrás de escena de la presentación final del programa de gira de mayor duración en los Estados Unidos. El documental de 90 minutos se estrena en Memorial Day, 27 de mayo de 2019.
Festivales de música
En 2013, por primera vez en la televisión, AXS TV transmitió selectas imágenes de conciertos del Stagecoach Festival y el New Orleans Jazz and Heritage Festival.
En 2014, AXS TV presentó el debut televisivo del Coachella Valley Music and Arts Festival, además de transmitir el Festival de Música Country Stagecoach 2014 y el Festival de Jazz y Patrimonio de Nueva Orleans 2014, por segundo año consecutivo.
La lista de festivales en 2015 de la red incluyó el Festival de Música y Artes de Coachella Valley (17 al 19 de abril) por segundo año consecutivo; el Stagecoach Country Music Festival (24 al 26 de abril); y New Orleans Jazz & Heritage Festival (1 al 3 de mayo) por tercer año consecutivo. Además, la red transmitió imágenes del Rock on the Range 2015 (15 al 17 de mayo) y del Firefly Music Festival 2015 (19 al 21 de junio), por primera vez en la historia.
La gira del festival 2016 de AXS TV incluyó el Festival Southern Ground Music & Food de Zac Brown Band's (16 al 17 de abril), ambos fines de semana del Festival de Jazz y Patrimonio de Nueva Orleans (23 al 24 de abril, del 29 de abril al 1 de mayo), Monster Energy Carolina Rebellion ( 6 al 8 de mayo) y el Hangout Festival (20 al 22 de mayo).
AXS TV anunció una nueva serie de cuatro partes del festival 80s in the Sand que se estrenará el 7 de abril de 2019. Presentada por personalidades de la TV y la radio de los 80 El centro de Julie Brown, Mark Goodman, Alan Hunter y Richard Blade, 80s in the Sand presenta entrevistas y actuaciones con artistas como Bret Michaels, Sebastian Bach, Taylor Dayne, The English Beat, Wang Chung, ABC, When in Rome, Berlin y más. La serie fue filmada en los años 80 en el festival de música Sand en el Breathless Resort en Punta Cana, República Dominicana.

### Shows originales sobre música y entretenimiento
The Big Interview with Dan Rather
Desde 2013, Dan Rather ha presentado la serie original de una hora titulada The Big Interview que presenta entrevistas en profundidad con una variedad de invitados famosos mientras se unen a Rather para discusiones sinceras sobre sus vidas y carreras. Los invitados notables incluyen a Gene Simmons, Weird Al Yankovic, Don Rickles, Wynona Judd, Jack White, Carlos Santana, Carol Burnett, Alan Alda, and Geddy Lee entre otros. La sexta temporada de The Big Interview se estrenó el 13 de marzo de 2018 con Robert Plant de Led Zeppelin como invitado. Otros entrevistados para la temporada de 20 episodios incluyen Robby Krieger y John Densmore de the Doors, Shania Twain, Eddie Money, Styx, John Mellencamp, The Oak Ridge Boys y Billy Ray Cyrus. La serie celebró su episodio número 100 en octubre 2 cuando regresó para la segunda mitad de la sexta temporada con el invitado especial The Beatles, el baterista Ringo Starr, con episodios más antiguos que ahora también se transmiten en el Reino Unido a través del canal BIOgraphy que se encuentra en la aplicación Pluto TV.
The Big Interview se renovó por séptima temporada y se estrenó el 16 de abril con el exlíder de Journey Steve Perry. La nueva alineación de la temporada también incluye a Paul Stanley, Cyndi Lauper, Foreigner members Mick Jones and Lou Gramm, REO Speedwagon, Billy Bob Thornton, Carl and Rob Reiner, Travis Tritt, Boz Scaggs y Paul Shaffer.
Rock & Roll Road Trip with Sammy Hagar
Rock & Roll Road Trip with Sammy Hagar Presentado por Mercury Insurance es una serie original con Sammy Hagar mientras conduce por todo el país para entrevistar y tocar con artistas influyentes como Tommy Lee, Bob Weir, Alice Cooper y Nancy Wilson. La serie también presenta las experiencias personales y las reglas del camino de Hagar, mientras viaja con su grupo The Circle. La primera temporada de seis episodios se estrenó en AXS TV el 24 de enero de 2016. La serie se estrenó en marzo de 2017 con invitados como John Mayer, Melissa Etheridge, Toby Keith, John Mellencamp y Mick Fleetwood y volvió para su segunda mitad en julio de 2017 con invitados como Don Felder, Styx, Vince Neil, Chad Smith, Shep Gordon, Darryl McDaniels y Adam Levine. AXS TV anunció que Rock & Roll Road Trip se renovó por tercera temporada en 2017 y se estrenó en abril de 2018 con invitados como Dave Grohl, Roger Daltrey, Sarah McLachlan, Bob Weir, Pat Benatar y Neil Giraldo.
AXS TV anunció que la cuarta temporada se estrenará el 5 de mayo. Los invitados para la nueva temporada incluyen Willie Nelson, Rick Springfield, Guy Fieri, Cheech & Chong, Charlie Daniels, Jimmie Johnson, Robby Krieger, Joe Bonamassa, Jason Bonham y más.
Real Money with Eddie Money
AXS TV anunció en septiembre de 2017 que dio luz verde a una serie de realidad de 10 episodios que narra la vida cotidiana de Eddie Money, su esposa Laurie y sus cinco hijos. La producción para Real Money comenzó en el otoño de 2017 y la serie se estrenó el 8 de abril de 2018. En junio de 2018, la serie recibió luz verde para una segunda temporada ampliada de 12 episodios con producción programada para comenzar en el verano de 2018 y un estreno a principios de 2019.
La segunda temporada de Real Money se estrenará el 5 de mayo.
The Day The Rock Star Died
En agosto de 2018, AXS TV anunció una nueva serie documental que describe las vidas y muertes de algunos de los artistas más influyentes de la música llamada The Day The Rock Star Died. La serie, que se estrenó el 2 de octubre de 2018, examinó a artistas como Tom Petty, Janis Joplin, Jimi Hendrix, Michael Jackson, Elvis Presley y Whitney Houston.
The Top Ten Revealed
The Top Ten Revealed destaca las mejores listas sobre una variedad de temas relacionados con el rock, cubriendo temas como las mejores introducciones de guitarra, himnos de Vietnam y baladas de rock de los 80. La serie se estrenó en febrero de 2018, con la presentadora y productora ejecutiva Katie Daryl unida por un panel rotativo de expertos, incluidos Lita Ford, el baterista de Guns N 'Roses Steven Adler y el ex percusionista de Pantera Vinnie Paul, entre otros 96. La serie regresó para la segunda temporada  en enero de 2019.
The Very VERY Best of the 70s
The Very MUY Best of the 70s pone el foco de atención en las películas, series y momentos de la cultura pop que definieron la década de 1970. La serie es producida por Katie Daryl, quien dirige un panel rotativo de invitados famosos cada semana, incluido el comediante Fred Willard, la actriz Morgan Fairchild, el hermano de Brady Bunch, Barry Williams, Jimmie Walker de Good Times, el hombre de los 1,000 efectos de sonido Michael Winslow, el cantante Sebastian Bach, Mark Steines personalidad de la televisión, Jaleel White de Family Matters, el comediante George Wallace, Anson Williams de Happy Days, la actriz Dee Wallace, Todd Bridges de Diff'rent Strokes, Mindy Cohn de Facts Of Life, Mindy Cohn, presentador de juegos Bob Eubanks, Elisabeth Röhm de Law & Order, David Chokachi de Baywatch y Catherine Bach de The Dukes of Hazzard.
La serie estrenó su primera temporada el jueves 16 de mayo.
The X Factor UK
Desde 2014, AXS TV ha transmitido The X Factor UK, con los episodios emitidos 24 horas después de sus respectivas transmisiones en el Reino Unido. La serie se estrenó el 31 de agosto de 2014, marcando la primera vez que la serie británica se emitió en los Estados Unidos La undécima temporada contó notablemente con el regreso de Simon Cowell y Cheryl Fernández-Versini al jurado, uniéndose al gerente musical Louis Walsh y al cantante pop Mel B, haciendo su debut como juez a tiempo completo. Ben Haenow fue la ganadora de esta temporada.
La serie ha continuado transmitiéndose anualmente en AXS TV, más recientemente con su tercera temporada en la red, la temporada 13 del programa en general, que se estrenó el 28 de agosto de 2016 con Cowell y Walsh, junto con el regreso de los jueces Sharon Osbourne y Nicole Sherzinger, y el presentador Dermot O'Leary, a X Factor UK. X Factor UK regresó para su cuarta temporada en AXS TV, y la 14.ª temporada en general, el 3 y 4 de septiembre de 2017 con los cuatro jueces del año anterior regresando.
El X Factor UK regresó para su quinta temporada en la red (15º en general) en septiembre de 2018 con Simon Cowell acompañado por los nuevos jueces Louis Tomlinson de One Direction, el cantante y compositor Robbie Williams y su esposa actriz y presentadora de televisión Ayda Williams..
TRUNKFest with Eddie Trunk
En octubre de 2017, AXS TV dio luz verde a una nueva serie protagonizada por el historiador de la música y presentador de televisión y radio Eddie Trunk llamado TRUNKFest with Eddie Trunk estrenado en 2018. El programa ofrece a los espectadores un asiento de primera fila para algunos de los festivales de música más grandes del país mientras Trunk viaja por todo el país. entrevistando a bandas de música country, visitando stands, probando la cocina del festival y mezclándose con los asistentes. Trunk fue anfitrión de la serie documental Reel to Real en la red en 2016. TRUNKFest with Eddie Trunk se estrenó el 1 de julio de 2018 con un viaje a El Sturgis Motorcycle Rally. TRUNKFest se renovó para una segunda temporada que se estrenará el 7 de julio de 2019.
Paul Shaffer Plus One
El músico, compositor, autor y personalidad televisiva ganador de un Grammy y nominado al Emmy Paul Shaffer se sienta con sus amigos y colegas famosos en toda la industria de la música en esta serie de entrevistas semanales. Los invitados de la primera temporada incluyen a Joe Walsh, Graham Nash, Sammy Hagar, Billy Gibbons, el cofundador de Steely Dan, Donald Fagen, el pionero del blues Buddy Guy, el bajista de Spinal Tap Derek Smalls (Harry Shearer) y Smokey Robinson.
La serie se estrena en AXS TV el domingo 15 de septiembre y también se transmitió en el programa de radio SiriusXM de Shaffer.

### Deportes
New Japan Pro Wrestling
Desde 2015, la red ha emitido el programa semanal de lucha profesional New Japan Pro Wrestling. La serie ha sido nombrada dos veces como el "Mejor programa de televisión semanal" por los Wrestling Observer Newsletter Awards en 2016 y 2017. AXS TV anunció el 18 de mayo de 2017 que sería la emisora en vivo exclusiva del primer evento de NJPW en los Estados Unidos, G1 Special in USA. La red ha transmitido posteriormente en vivo cada uno de los siguientes eventos en vivo de NJPW, incluido Strong Style Evolved el 25 de marzo de 2018 y el G1 Special in San Francisco el 7 de julio de 2018.
AXS TV anunció en febrero de 2019 que transmitirá en vivo la primera noche del TorneoG1 Climax desde el American Airlines Center en Dallas el 6 de julio de 2019, marcando la primera vez que el torneo se realiza fuera de Japón.
La serie se trasladó a los sábados por la noche a partir del 13 de julio de 2019 para la cobertura en el horario estelar de los eventos del sábado del Torneo G1 Climax en Japón..
WOW - Women of Wrestling
AXS TV anunció en junio de 2018 que había adquirido los derechos para transmitir la liga de lucha profesional para mujeres WOW-Women Of Wrestling. Nuevos episodios grabados en octubre de 2018 y la nueva temporada se estrenó el 18 de enero de 2019. La organización es propiedad del propietario de Los Angeles Lakers, Jeanie Buss, MGM Television, Mark Burnett y el fundador original de GLOW, David McLane. La LA Comic Con fue anunciado como copatrocinador en agosto de 2018.
WOW-Women Of Wrestling se renovó para una segunda temporada de 24 episodios que se estrenará en el otoño de 2019 en una conferencia de prensa con Buss, McLane, el CEO de AXS TV Fights Andrew Simon, la Campeona Mundial de WOW Tessa Blanchard y WOW Superhero The Beast el 6 de marzo. En la conferencia de prensa, McLane anunció que el próximo episodio de grabaciones tendrá lugar del 14 al 16 de mayo en el Belasco Theater en Los Ángeles y la apertura de una escuela de lucha libre para mujeres: el WOW Training Center en Long Beach, California.
AXS TV anunció que la serie se trasladará al sábado para la segunda temporada.
Impact Wrestling
El 9 de septiembre de 2019, Anthem Sports & Entertainment se asoció con el fundador de AXS TV, Mark Cuban, para adquirir una participación mayoritaria en AXS TV. Un par de días después se anunció que Impact! se mudaría a AXS el mes siguiente, después de Bound for Glory (2019). El 24 de septiembre, la empresa Impact Wrestling anunció que comenzarían sus transmisiones en AXS TV desde el 29 de octubre de 2019. También se anunció que debido a la llegada del programa a la cadena, desde el 2 de octubre de 2019 se transmitirían durante las siguientes semanas los eventos de pago por visión Impact Wrestling Homecoming (2 de octubre), Impact Wrestling Rebellion (9 de octubre) y Slammiversary XVII (16 de octubre). También se anunció que durante el 22 de octubre el canal haría una transmisión especial llamada this is IMPACT para celebrar la llegada del programa a la cadena, que contendría comentarios exclusivos y luchas grabadas la noche de Bound for Glory (2019)
Invicta FC

### Programas del pasado
AXS Fights
AXS TV Fights fue la marca de la transmisión en vivo de Artes marciales mixtas (MMA) de AXS TV los viernes por la noche. Anteriormente se conocía como HDNet Fights.
AXS Live
El programa estrella de la red, AXS Live, un programa de entretenimiento diario que se transmite desde el lugar del concierto de L.A. Live y se transmite semanalmente, de lunes a jueves, se estrenó el 14 de julio de 2012, cubriendo noticias sobre entretenimiento, moda, deportes, música y celebridades. AXS Live presentó un panel giratorio de anfitriones, hasta que el comediante Ryan Stout intervino el 12 de agosto de 2013; continuó sirviendo como anfitrión hasta el episodio final el 30 de octubre de 2013.
Battle 4 Atlantis
Desde que se fundó el torneo en 2011 a 2016, AXS TV transmitió anualmente la mitad de los juegos del torneo de baloncesto universitario Battle I Atlantis Men's Division I College desde Paradise Island, en Nassau, Bahamas, durante la semana de Acción de Gracias.
Breaking Band
Como parte de su programación de invierno 2016, AXS TV estrenó la serie de música original Breaking Band, que combinó a artistas conocidos con músicos emergentes para ser mentores y luego actuar juntos. Presentada por Donovan Leitch, la primera temporada se estrenó el 24 de enero de 2016 e incluyó episodios con Dave Navarro, Mark McGrath, Sebastian Bach, Robin Zander, Belinda Carlisle y Moby.
Dan Rather presents
AXS TV anunció una nueva serie documental, presentada por Dan Rather, el 16 de abril de 2014. Dan Rather Presents, un programa de periodismo de investigación en profundidad centrado en temas desafiantes, se estrenó el 6 de mayo de 2014. El episodio debut, One Way Ticket to Nowhere: America's Mental Health Crisis, detalló el tratamiento médico del país y el manejo de los enfermos mentales. Ese mismo año, el 5 de diciembre, Rather presentó un documental especial de dos horas, Unwanted in America: The Shameful Side of International Adoption, examinando múltiples casos de adopción internacional fallida en todo Estados Unidos, y qué sucede con aquellos niños que quedan atrapados en el medio.
Discovering Lucy Angel
El 10 de septiembre de 2014, AXS TV anunció la producción de una serie documental de realidad original con temas de música country titulada Discovering Lucy Angel. La serie de 13 episodios fue dirigida y producida por Jonathan "J.T." Taylor, quien es conocido por crear la serie ganadora del premio Emmy The Osbournes. Discovering Lucy Angel siguió al trío de madre e hija Lucy Angel y su familia, The Andertons, mientras trabajaban juntos para lanzar su carrera musical en Nashville. La serie se estrenó el martes 13 de enero de 2015.
Elvis Lives!
¡AXS TV se asoció con el creador de Sharknado, The Asylum, para producir el primer thriller de conspiración Elvis Lives! que se estrenó el 16 de agosto de 2017. La película pretende llevar la leyenda del ícono del rock and roll Elvis Presley al siguiente nivel, preguntándose: "¿Y si Elvis nunca hubiera abandonado el edificio?" Atormentado por la adicción a las drogas y una voz que falla, el Rey está desesperado por hacer las cosas bien consigo mismo, su hermano fallecido y Dios. Sin embargo, sus intentos de volver a la normalidad se ven frustrados después de que ayuda a los policías a derribar a un poderoso sindicato del crimen, poniendo en peligro a su familia y enviándolo a un viaje que cambiará su vida para siempre.
Exploring Kaman
En agosto de 2015, AXS TV estrenó la serie web de aventuras de realidad Exploring Kaman, protagonizada por el All-Star de la NBA Chris Kaman. La serie de seis partes narra a Kaman y su entorno excéntrico mientras se embarcan en un viaje de pesca épico para capturar al esquivo marlin azul.
Gotham Comedy Live
Los comediantes de los jueves por la noche suben al escenario en el Gotham Comedy Club en Nueva York para actuar en vivo en la serie semanal de comedia. Cada transmisión presenta a una estrella conocida como presentadora que realiza un set en vivo antes de presentar una línea de comediantes prometedores. Los anfitriones notables incluyen a Jim Breuer, Lewis Black, Lisa Lampanelli, Gilbert Gottfried, D.L. Hughley, Bobby Lee, Bill Engvall y Tim Meadows. La serie, que se emitió desde 2012, comenzó su séptima temporada con los presentadores Cheech & Chong el 19 de enero de 2017. La temporada también incluyó a los presentadores William Shatner, Cedric the Entertainer y Pete Davidson, entre otros.
Hoff the Record
En diciembre de 2015, AXS TV anunció que había adquirido la primera temporada de la serie de comedia con guion de David Hasselhoff, Hoff the Record. La primera temporada, que se estrenó el 31 de marzo de 2016, siguió a Hasselhoff, interpretando una versión ficticia de sí mismo, que se muda al Reino Unido para volver a encarrilar su carrera mientras navega por circunstancias cada vez más surrealistas e hilarantes.
En la promoción del debut de la serie, Hasselhoff organizó un "Hoff-A-Thon" el 26 de marzo de 2016 con un especial de 30 minutos titulado "Hoff on Hoff" y una entrevista de una hora con Dan Rather como episodio especial. de su serie de televisión AXS, "The Big Interview". También fue anfitrión del estreno de la sexta temporada de Gotham Comedy Live.
Inside MMA
Inside MMA era un programa de entrevistas semanal. Fue la serie de noticias de MMA más larga e independiente en televisión. Presentada por la personalidad de los deportes de combate Mauro Ranallo y el miembro del Salón de la Fama de UFC Bas Rutten, la serie semanal proporcionó una mirada en profundidad al mundo de MMA, con desgloses en vivo, charlas, destacados y análisis de las principales organizaciones de MMA como UFC, Bellator, y la Serie Mundial de Lucha. Inside MMA emitió su episodio final el 30 de septiembre de 2016, finalizando una serie de 43 años, 10 temporadas y 433 episodios.
Nashville
AXS TV anunció que adquirió los derechos de cable fuera de la red para emitir las primeras tres temporadas del drama de música country Nashville en junio de 2015. En anticipación del estreno de la serie en septiembre de 2015, Dan Rather se sentó con las estrellas Connie Britton y Charles Esten para un episodio especial de The Big Interview.' La cadena también adquirió la cuarta temporada de Nashville, que se estrenó en octubre de 2016. La serie se transmite actualmente durante el día.
The Ronnie Wood Show
AXS TV estrenó el debut en Estados Unidos de la serie de entrevistas del guitarrista de los Rolling Stones, Ronnie Wood, Reino Unido, The Ronnie Wood Show, el 11 de julio de 2018 con la entrevista de Wood con Paul McCartney. La cadena transmitió la primera temporada de 11 episodios con los invitados Alice Cooper, Ian McLagan, Slash, Kelly Jones, Mark Ronson, Bobby Gillespie, Mick Hucknall, Steve Cropper, Pattie Boyd y Toots Hibbert.
Tom Green Live
AXS TV lanzó Tom Green Live el 3 de octubre de 2013. Organizado por el comediante Tom Green, el programa de entrevistas contó con entrevistas con invitados famosos, así como un formato interactivo donde los espectadores fueron invitados a llamar en vivo usando el chat de video. El comediante y actor de Law & Orden: la estrella de SVU Richard Belzer fue el invitado inaugural de Green. Tom Green Live terminó en su tercera temporada, que tuvo apariciones de Steve Carell, Weird Al Yankovic, Dana Carvey, Adam Carolla y Buzz Aldrin, el 13 de noviembre de 2014.

## Programas de AXS TV

### Programación original
Conciertos
- AXS TV Concerts

Festivales musicales
- Carolina Rebellion (2016)
- Coachella Valley Music and Arts Festival (2014, 2015)
- Firefly Music Festival (2015)
- Hangout Music Festival (2016)
- New Orleans Jazz & Heritage Festival (2013, 2014, 2015, 2016)
- Rock on the Range (2015)
- Stagecoach Festival (2013, 2014, 2015)
- Zac Brown Band's Southern Ground Music & Food Festival (2013, 2014, 2016)
- 80s in the Sand (2019)

Series originales
- The Big Interview with Dan Rather
- The Day The Rock Star Died
- Paul Shaffer Plus One
- Real Money with Eddie Money
- Rock & Roll Road Trip with Sammy Hagar
- The Top Ten Revealed hosted by Katie Daryl
- Trunkfest with Eddie Trunk
- The Very VERY Best of the 70s
- The X Factor (UK)

Deportes
- New Japan Pro-Wrestling
- Impact Wrestling
- WOW-Women of Wrestling

### Programas adquiridos
- Gene Simmons Family Jewels
- Guitar Center Sessions
- Nashville
- Only in America with Larry the Cable Guy

### Antiguos programas
- AXS TV Fights
- Battle 4 Atlantis
- Breaking Band
- Discovering Lucy Angel
- Drinking Made Easy
- Exploring Kaman
- Ex-Wives of Rock
- Gotham Comedy Live
- Hoff the Record
- Inside MMA
- Monon Bell Classic
- ROH on HDNet
- The Ronnie Wood Show
- Tom Green Live
- The Voice Versus with Michael Schiavello
- The World's Greatest Tribute Bands hosted by Katie Daryl

## HDNet Movies
HDNet Movies se lanzó en enero de 2003 como un spin-off de HDNet (ahora AXS TV). La red presenta películas y documentales de estreno, que se presentan en alta definición y sin interrupción comercial o edición de contenido. La programación muestra una amplia variedad de películas, incluidos los ganadores del Premio de la Academia, películas de acción, películas de ciencia ficción y westerns. Regularmente presenta eventos especiales de películas como And The Oscar Goes To ... Presentado por Richard Roeper, Totally 80s Month con Judge Reinhold y Rob Zombie's 13 Nights of Halloween.
HDNet Movies está disponible a nivel nacional en DISH, DIRECTV, Verizon FiOS and AT&T U-verse; a nivel regional en proveedores de cable como Charter Spectrum, Service Electric, Suddenlink Communications, Time Warner Spectrum y SureWest; y en el servicio de transmisión Sling TV.